# سييرفا سي.17
سييرفا سي.17 (Cierva C. 17) كانت طائرة أوتوجايرو تجريبية بريطانية بنتها شركة سييرفا أوتوجيرو في انكلترا في عام 1928 بالتعاون مع شركة أفرو التي سمتها طراز 612. كانت محاولة للبناء على نجاح تصميم سييرفا سي.8 باستخدام حجم جسم أفرو آفيان 3 الءصغر حجما والأكثر انسيابية. تم التخلي عن المشروع بعد التجربة الأولى إذ وجد أن المحرك أضعف من أن يحمل الجسم للطيران وأن تركيب محرك أقوى لا يؤدي إلى أداء مقبول.

## طرازات أخرى
سي. 17
بمحرك بقوة 67 كيلو واط (90 حصان) نوع أي دي سي سيروس.
سي. 17 أم كي 2
بمحرك من قبل أفرو ألفا شعاعي المكبس.

## المواصفات
البيانات من Jane's all the World's Aircraft 1928, British Aircraft Directory
الخصائص العامة
- طاقم: 1
- سعة: 1
- طول: 28 قدم 9 بوصة (8.76 م)
- باع الجناح: 19 قدم 9 بوصة (6.02 م) auxiliary wing
- ارتفاع: 11 قدم 1 بوصة (3.38 م) tail up
- الوزن فارغة: 970 رطل (440 كـغ)
- الوزن الإجمالي: 1,455 رطل (660 كـغ)
- سعة الوقود: 17 غالون إمب (20 غال-أمريكي؛ 77 ل)
- محركات: 1 × ADC Cirrus III 4-cylinder air-cooled in-line piston engine, 90 حصان (67 كـو)
- قطر الدوار الرئيسي:    33 قدم 3.25 بوصة (10.1410 م)
- مساحة الدوار الرئيسي: 869 قدم2 (80.7 م2)
- مراوح: 2-ريشة Avro wooden fixed pitch airscrew

أداء
- السرعة القصوى: 90 ميل/س (145 كم/س؛ 78 عقدة)
- Minimum speed: 25 ميل/س (22 عقدة؛ 40 كم/س)
- مدى: 210 ميل (182 nmi؛ 338 كـم) at 70 ميل/س (61 عقدة؛ 110 كم/س)
- قدرة التحمل: 3 hours
- معدل الصعود: 500 قدم/د (2.5 م/ث)
- الطاقة / الكتلة: 18.2 lb/hp (11.13 kg/kW)